# Vaďovce
Vaďovce es un municipio del distrito de Nové Mesto nad Váhom en la región de Trenčín, Eslovaquia, con una población estimada a final del año 2024 de 743 habitantes.
Se encuentra ubicado al oeste de la región, cerca del río Váh (cuenca hidrográfica del Danubio) y de la frontera con la región de Trnava y la República Checa.

## Demografía
| Año        | 1994 | 2004    | 2014     | 2024    |
| ---------- | ---- | ------- | -------- | ------- |
| Población  | 687  | 686     | 758      | 743     |
| Diferencia |      | −0,14 % | +10,49 % | −1,97 % |

| Año        | 2023 | 2024    |
| ---------- | ---- | ------- |
| Población  | 721  | 743     |
| Diferencia |      | +3,05 % |